# Вашингтон Тауншип (округ Берлінгтон, Нью-Джерсі)
Вашингтон Тауншип (англ. Washington Township) — селище (англ. township) в США, в окрузі Берлінгтон штату Нью-Джерсі. Населення — 693 особи (2020).

## Демографія
Згідно з переписом 2010 року, у селищі мешкало 687 осіб у 256 домогосподарствах у складі 178 родин. Було 284 помешкання
Расовий склад населення:
| - 93,9 % — білих - 1,9 % — чорних або афроамериканців - 0,1 % — азіатів - 3,6 % — осіб інших рас |

До двох чи більше рас належало 0,4 %. Частка іспаномовних становила 9,0 % від усіх жителів.
За віковим діапазоном населення розподілялося таким чином: 18,3 % — особи молодші 18 років, 66,7 % — особи у віці 18—64 років, 15,0 % — особи у віці 65 років та старші. Медіана віку мешканця становила 43,9 року. На 100 осіб жіночої статі у селищі припадало 106,3 чоловіків;  на 100 жінок у віці від 18 років та старших — 102,5 чоловіків також старших 18 років.
Середній дохід на одне домашнє господарство  становив 78 658 доларів США (медіана — 64 375), а середній дохід на одну сім'ю — 79 823 долари (медіана — 71 250). За межею бідності перебувало 7,5 % осіб, у тому числі 15,3 % дітей у віці до 18 років та 5,9 % осіб у віці 65 років та старших.
Цивільне працевлаштоване населення становило 418 осіб. Основні галузі зайнятості: освіта, охорона здоров'я та соціальна допомога — 23,0 %, роздрібна торгівля — 15,6 %, публічна адміністрація — 11,2 %, сільське господарство, лісництво, риболовля — 9,8 %.